# Ben Keith

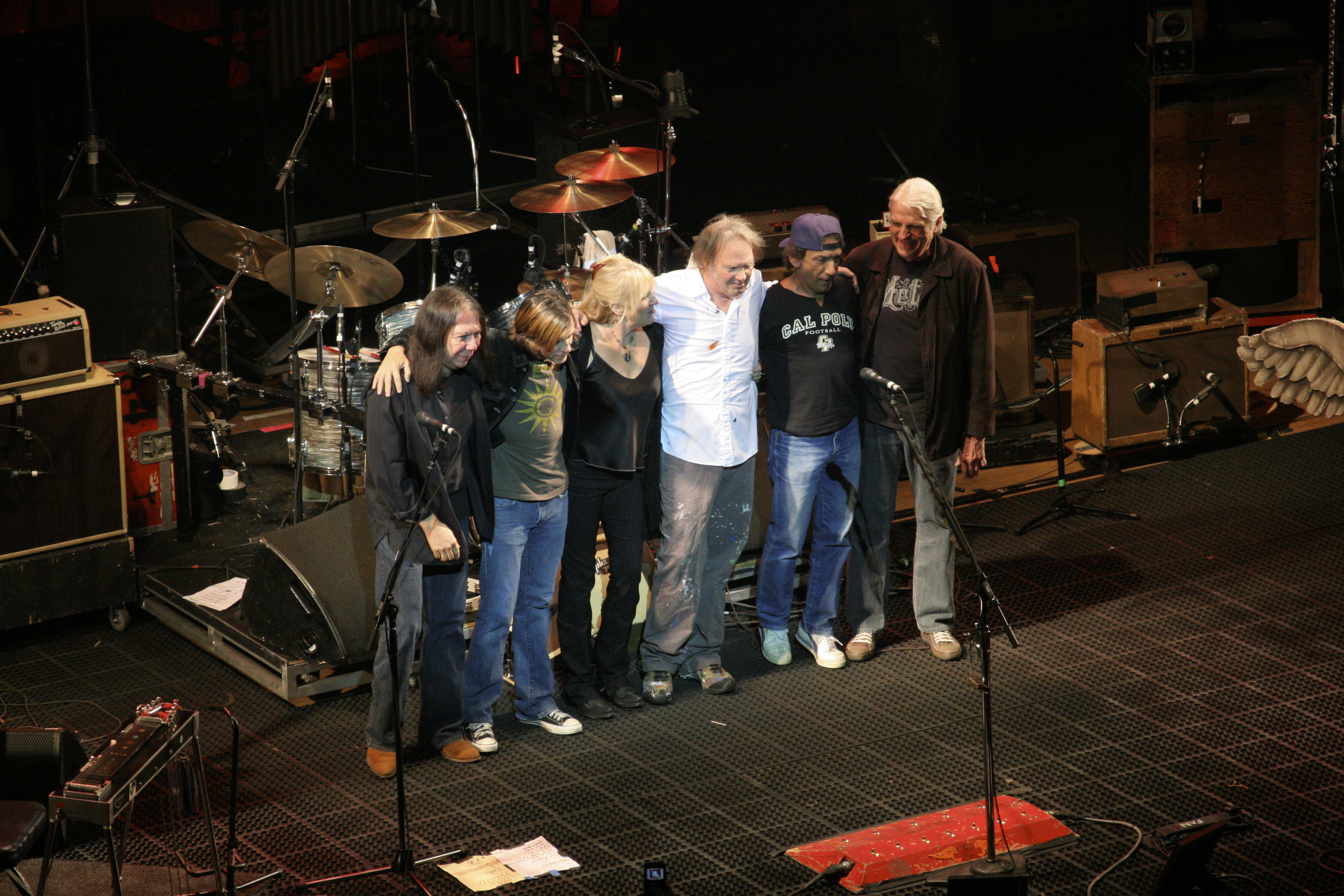
Neil Young en zijn band in 2007, met rechts Ben Keith

Bennett Keith Schaeufele (Fort Riley (Kansas), 6 maart 1937 - Woodside (Californië), 26 juli 2010), beter bekend als Ben Keith, was een Amerikaans muzikant en producent. Gedurende zijn loopbaan werkte hij veelvuldig samen met de Canadese singer-songwriter Neil Young. Keith bespeelde onder meer de pedal-steelgitaar in diens begeleidingsband.

## Biografie
Ben Keith werd geboren in Fort Riley, maar hij groeide op in Bowling Green (Kentucky). Zijn vader was een legerofficier, die onder meer betrokken was bij de ontwikkeling van de jeep. Op vijftienjarige leeftijd kocht Keith voor zeven dollar zijn eerste gitaar. Bij het vele oefenen beschadigde hij een vinger, waardoor hij tijdelijk niet meer op een klassieke gitaar kon spelen. Door een stalen buisje ('steel') over de snaren te bewegen was hij toch in staat muziek te maken en sindsdien bespeelde hij de pedalsteelgitaar.
Keith begon omstreeks 1956 als sessiemuzikant in Nashville. In 1957 sloot hij zich aan bij de band van Faron Young, met bassist Tom Pritchard en gitarist Odell Martin, genaamd The Deputies. Keith droeg destijds onder meer bij aan het lied "I Fall to Pieces" van Patsy Cline, dat in februari 1961 een hit werd.
In februari 1971 kwam Neil Young naar Nashville voor een optreden in het televisieprogramma The Johnny Cash Show en voor de opnamen van zijn vierde studioalbum Harvest. Young riep voor deze sessies op aanraden van producent Elliot Mazer de hulp in van bassist Tim Drummond, die ervoor zorgde dat Keith als steelgitarist mocht deelnemen. Young vertelde in 2005 in een interview dat Keith en hij een grote invloed hadden gehad op de toonzetting van het album. De groep muzikanten die bij de opname van Harvest ontstond werd aangeduid als The Stray Gators en zij werkten onder die naam met Young aan de muziek van Journey Through the Past (1972) en begeleiden hem in de concertreeks Time Fades Away (1973).
Op 4 november 1971 nam Keith met Bob Dylan de single "George Jackson" op. In de jaren zeventig werkte hij samen met onder anderen Dylan, Young, Levon Helm en Rick Danko (van The Band), Emmylou Harris, Todd Rundgren, Warren Zevon en Ringo Starr. Young en hij verzorgden samen de muzikale productie van de countryalbums Comes a time uit 1978 en Old ways uit 1985.
De solocarrière van Keith ging in 1984 van start met het album To a Wild Rose. Op deze plaat werkte hij samen met onder anderen J.J. Cale en Paul Butterfield. Tijdens de concerten in het kader van de uitgave van Life (1987) werd een aantal nieuwe liedjes geïntroduceerd, waarbij Keith voor het eerst ook als saxofonist een bijdrage leverde. Na de terugkeer van Young bij Reprise Records maakte hij het bluesalbum This note's for you, dat in 1988 werd uitgegeven. Hij gaf zijn begeleidingsband, met Keith als altsaxofonist, de naam 'The Bluenotes'.
Keith trommelde in 1992 de groep muzikanten van de Harvest-sessies op om het album Harvest Moon op te nemen. Twee jaar later produceerde Keith Pieces of You, het succesvolle debuutalbum van zangeres Jewel. In 1994 verscheen tevens zijn tweede album, Seven Gates: A Christmas Album. Dit album werd in 2008 opnieuw uitgegeven met als titel Christmas at the Ranch.
In 2005 was hij verantwoordelijk voor de productie van Youngs album Prairie Wind. Keith trad in oktober 2009 voor het laatst op met Young in het kader van het Bridge School Benefit. Zijn laatste optredens en productiewerk waren voor Foul Deeds, het tweede album van Neil Youngs vrouw Pegi Young.
In 2014 werd Keith opgenomen in de Musicians Hall of Fame.

## Discografie
Soloalbums
- To a Wild Rose (1984)
- Seven Gates: A Christmas Album (1994)